# 새 미국 성경
새 미국 성경(영어: New American Bible, 약칭 NAB)은 1970년에 출판된 미국식 영어로 번역된 로마 가톨릭교회의 성경이다. 기원은 칸프러터니티 성경(결사 성경)으로, 1948년 교황 비오 12세의 회칙 《성령의 영감》(Divino Afflante Spiritu)이 반포되면서 원문을 번역하게 되었다.
새 미국 성경은 특별히 그리스도교 교리 신심회의 후원 아래 제2차 바티칸 공의회(1962-1965)의 개혁과 전례 정신에 맞게 번역되었다.
미국 가톨릭 주교회의는 새 미국 성경을 미국 가톨릭교회 공용 영어 성경으로 승인하고, 미사 때 독서용으로 사용하기로 결의하였다. 필리핀 가톨릭 주교회의에서도 새 미국 성경을 승인하고 사용하기로 결의하였다.

## 초판
초판은 다음과 같이 구성되었다.
- 신약성경은 그리스어에서 직접 번역한 것으로, 1964년에 부분적으로 번역되다가 1970년에 완역되었다.
- 창세기를 제외한 구약성경은 1952년에서 1969년 사이에 원문을 단계적으로 번역한 칸프러터니티 성경을 채택하였으며, 1970년 여기에 작은 수정과 주석을 첨가하였다.
- 창세기는 1948년 번역 대신에 1970년 히브리어본에서 새로이 번역하였다.

초판에 나온 고유명사는 종래의 것과는 철자가 다른데, 이는 이전까지의 표기법을 그대로 채택하지 않고 개신교 성경에 나오는 표기법을 그대로 받아들인 것이다. 성경 본문 내용에 달린 주석들에는 오늘날까지 통용되고 있는 20세기 당시 제기된 여러 가지 가설들이 제시되어 있다. 일례로 모세 오경은 원래부터 하나의 이야기가 아니라 여러 가지 전승이 덧붙여진 것이라든지, Q자료의 실존 가능성 등이 그것이다. 당시 가톨릭 학자들은 다른 기독교 교파 학자들과 공동으로 번역 작업을 하였다.

## 2판
1986년 2판에서 첨삭이 이루어졌다. 1970년판 신약성경에는 없었던 예스러운 표현이 복구되었으며, 몇몇 요소에 비전통적이고 성중립적인 용어들이 삽입되었다.

## 3판
1991년 시편을 성중립적인 표현으로 대대적으로 수정하였다. 수직적 성중립적 표현과 수평적 성중립적 표현(‘men’이나 ‘he’ 대신에 ‘human beings’이나 ‘they’와 같은 표현을 사용)이 들어갔다는 이유로 이에 대한 논란이 빚어지기도 하였다. 결국 이 시편은 전례용으로 사용하기에는 부적절하다는 판단이 내려져 거부되었다.

## 4판 - 새 미국 성경 개정판
1994년 구약성경의 개정 작업이 재개되었다. 그렇지만, 1991년 번역된 시편이 전례용으로 부적합하다는 판정이 내려짐에 따라 2000년에 라틴 전례 가톨릭 주교들을 위해 교황청 위원회에 의해 새로 개정되었다. 이때 번역된 시편은 오늘날 미국 가톨릭교회에서 전례용 시편으로 사용하는 시편이다. 교황청에서는 화자가 남자인지 여자인지 성별이 불명확한 경우에는 성중립적 표현을 사용하는 것을 허용하였다(가령 ‘man’ 대신에 ‘person’으로 대체함). 하지만 하느님이나 그리스도에 대해서는 그 어떠한 성중립적 표현을 사용하는 것을 일체 허용하지 않았다. 2008년 11월 개정된 그레일 시편은 미국 가톨릭 주교위원회의 승인을 받았으며, 현재 교황청의 추인을 기다리고 있는 중이다. 교황청의 추인을 받을 경우, 새 미국 성경 개정판의 시편은 현재 미국 가톨릭교회에서 사용하고 있는 전례 시편을 대체하게 될 것이다.
2002년 시편을 제외한 나머지 구약성경의 개정 작업이 완료되면서 번역이 제대로 되었는지 여부를 확인하기 위해 번역본이 임시위원회로 보내졌다.
2003년 6월 시편의 재개정은 2001년 5월 7일 교황청 경신성사성 훈령 《진정한 전례》(Liturgiam Authenticam)가 반포된 후에 완료되었다. 그러나 임시위원회 측에서 시편의 재개정판 승인을 거부하였다. 그리하여 2008년에 또다시 개정되어 교황청 경신성사성에 보내졌지만, 경신성사성에서는 개정된 그레일 시편을 더 선호했기 때문에 이 역시 거부되었다.
2008년 9월 예레미야서 재개정판이 임시위원회 측으로부터 승인을 받았다. 같은 해 11월 서문과 각주까지 포함하여 재개정이 완료된 구약성경이 미국 주교들로부터 승인을 받았다. 하지만 1991년 시편은 나머지 구약성경과 한 권으로 출판되는 것을 허용하지 않았다. 새 미국 성경 시편의 최종 번역 작업은 임시위원회 측에서 나온 여러 가지 의견 및 더욱 엄격해진 경신성사성 훈령 《진정한 전례》의 권고와 부합되기 위해 진행되었다.
2011년 1월 새 미국 성경의 4판이 발표되었으며, 같은 해 4월 9일 출판되었다. 새 미국 성경 개정판, 약칭 NABRE는 새로 번역이 개정된 구약성경과 재개정된 시편 그리고 새 미국 성경 2판의 신약성경을 새로 개정한 신약성경으로 구성되었다. 새 미국 성경 개정판은 경신성사성 훈령 《진정한 전례》와의 일치성을 감안한 새로운 개정본을 표방하기는 하였지만, 아직까지 미국 가톨릭교회에서는 시간 전례의 독서용 성경으로 도입하겠다는 어떠한 계획도 발표된 바가 없다.

## 같이 보기
- 가톨릭 성경